# Românești (okręg Marmarosz)
Românești – wieś w Rumunii, w okręgu Marmarosz, w gminie Boiu Mare. W 2011 roku liczyła 68 mieszkańców.